# ピンアン

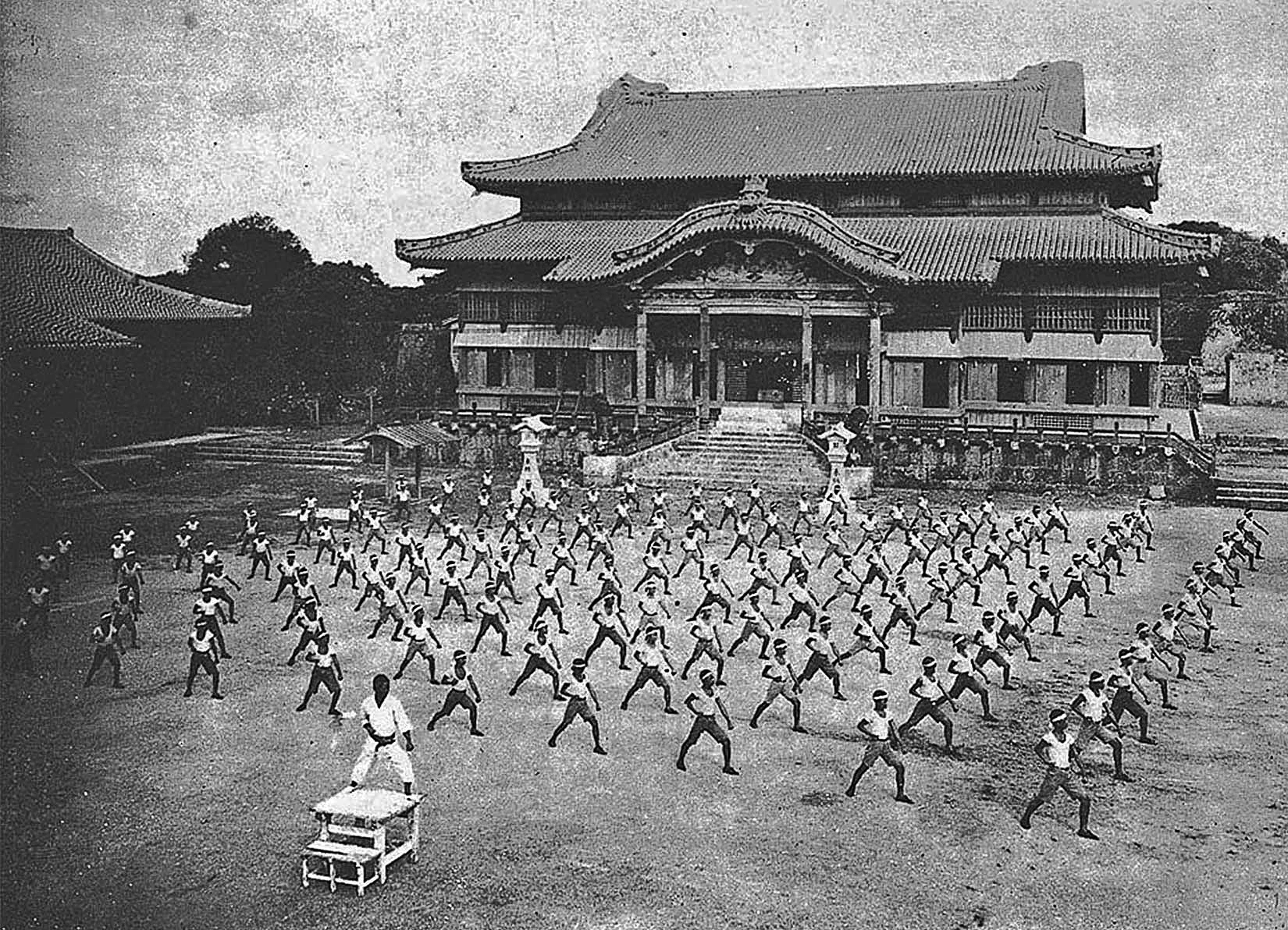
首里城での空手演武（昭和初期）。ピンアン二段（平安初段）と思われる。

ピンアンは、糸洲安恒によって明治時代に創作された空手の型（形）で五段からなる。首里手系の基本型であるが、今日では首里手に限らず多くの流派・会派で採用されている。漢字で平安と表記する。

## 概要
空手の型の大半は創作者不明であるが、ピンアンは明治時代に創られた比較的新しい型であるため、例外的に創作者を証明することができる。創作時期は、1904年（明治37年）春にはじめて発表されたとされるので、おそらくその頃に一応の完成を見たと考えられるが、その後も何度か改良が加えられたのか、糸洲直系の諸流派でも挙動に幾つかの相違が見られる。
糸洲安恒の初期弟子の一人である本部朝基によれば、もともとピンアンはチャンナンと呼ばれて挙動も少し違っていたという。この点について、本部が晩年の糸洲に問いただしたところ、「その頃とは型は多少違つて居るが、今では学生のやつたあの通りの型に決定して居る。名称もみなが平安（ピンアン）がよいといふから、若い者達の意見通りにそうしたのだ」と答えたという。
本部（明治3年生）が糸洲に師事したのは12歳（数え年）からであるから、チャンナンは明治10年代にはすでに存在していたことになる。また、ピンアンの名称は糸洲が当時唐手師範をつとめていた沖縄県立旧第一中学校（現・首里高校）か沖縄県師範学校の生徒による発案を糸洲が採用したことになる。
ピンアンは五段からなり、動作は主に公相君（クーサンクー）など旧来の型から借用して構成されたものと言われている。沖縄県の学校体育に採用されたことから、爆発的に広まり現在では首里手系各流派では基本型として採用されている。ただし本部朝基や喜屋武朝徳など、糸洲の初期弟子や糸洲直系以外の系統では採用されていない。また、師範学校で糸洲の師範代をつとめた屋部憲通は「『ピンアン』の稽古をやる時間があるなら、『クーシャンクー』をやりなさい』という指導方針だったように、旧来の弟子からは、体育目的を強調したピンアンは不評だったようである。実際師範学校では、ナイハンチが稽古の主体で、ピンアンは興味のある者にしか教授されていなかったとされる。ただし本部流の『白熊』の型はピンアンに似ていることから、ピンアンの原型・チャンナンではないかと推測する研究者もいる。
ピンアンは漢字で平安と表記するが、本土の松濤館流などでは平安（へいあん）と読み方が日本風に改められた。また初段と二段も、船越義珍が学びやすさを考慮して、独自に入れ替えたりしている。挙動にもいくつかの変更が加えられている。
また、伝統派に限らず極真会館など、フルコンタクト空手各派でも稽古されている。

## 関連記事
- 空手道
- 首里手
- 空手の型一覧